# 年料舂米
年料舂米（ねんりょうしょうまい）とは、日本の律令制において、指定された諸国から毎年都へ運び貢進した舂米（つきしね/つきよね）を指す。官人への給付に当てた。
諸国では、田令に則り、田租の稲穀を正倉へ納めた（正税）。そのうちの一部を精米し、指定された時期（2-8月）に都へ運んだ。
その後、田租を不動穀として備蓄する制度が始まると、国司による出納が許されていた動用正税の中から出挙が行われ、それによって得られた利息の一部を田租に替わって年料舂米にあてるようになった。正税帳や平城宮跡から発掘された木簡などによって、天平年間にはシステムとして確立されていたこと、貢進は5斗（1俵）単位で行われたこと、馬を用いて輸送する場合には1頭あたり3俵を運ぶと決められていたことが判明している。
延喜式の規定では、畿内周辺及び沿岸諸国を中心とした22ヶ国より貢進が行われ、大炊寮に対して白米17,330斛と糯米260斛、内蔵寮に対して黒米200斛、民部省に対して黒米500斛の貢進が行われた。
後年、不動穀の一部を中央に貢進させる年料租舂米の制が布かれた。